# 拉馬克家族

拉馬克家族徽章

拉馬克家族（德語：Haus Mark）是一個德國歷史上的貴族，因統治馬克伯國而得名。

## 著名成員
- 克萊沃的安娜
- 克萊沃的希比爾
- 克萊沃的瑪格達列娜